# Природонаучен музей Сребърна
Вижте пояснителната страница за други значения на Сребърна.
Природонаучният музей при биосферен резерват „Сребърна“ е с експозиция от препарирани обитатели на резервата.
От музея могат да се наблюдават птиците в резервата. Поставена е видеокамера над блатото, където гнездят пеликаните, и чрез видеовръзка картината и звуците се предават на екран в музея. Около резервата е направена екопътека, като на известно разстояние по нея са построени беседки за отмора и наблюдателни площадки, откъдето могат да се наблюдават птиците.
Сребърна е сред Стоте национални туристически обекта на Българския туристически съюз и има печат. Работното време на музея е от 08.00 до 18.00ч. само през активния сезон от 01.04 до 01.10 без почивен ден. Безплатен ден за посещения е четвъртък. Телефон: 086772469.